# Bibiche et Bibicha
Bent Walad DZ
Bibiche et Bibicha est une série télévisée algérienne, qui est diffusée en simultané de 2016 au 23 juillet 2017. Elle suit le quotidien d'un nouveau couple marié, sur un ton humoristique et critique de la société algérienne, sur le modèle d'Un gars, une fille. Elle prend la suite de Bent Walad DZ.
La première saison est diffusée sur Télévision Algérienne et sur Canal Algérie pour les rediffusions. La deuxième saison est diffusée depuis le 27 mai 2017 sur El Djazairia One et la troisième en 2019.

## Distribution

### Acteurs principaux
- Merouane Guerouabi : Bibiche
- Souhila Mallem : Bibicha

### Acteurs récurrents
- Bahia Rechedi : La mère de Bibicha
- Nadjia Laaraf : La mère de Bibiche

## Fiche technique
- Titre original : بيبيش و بيبيشة
- Titre en français : Bibiche et Bibicha
- Réalisation : Samy Faour
- Scénario : Aïssa Sharit
- Photographie : Ikbal Arrafa
- Sociétés de production : Not Found Prod et Wellcom Advertising
- Société(s) de distribution : Télévision Algérienne et El Djazairia One
- Pays d'origine :  Algérie
- Langue originale : arabe
- Format : couleur - HDTV - son stéréo
- Genre : Comédie
- Durée : 25 minutes

## Chaine Youtube
- Bibiche et Bibicha